# Fartygstrafikservice

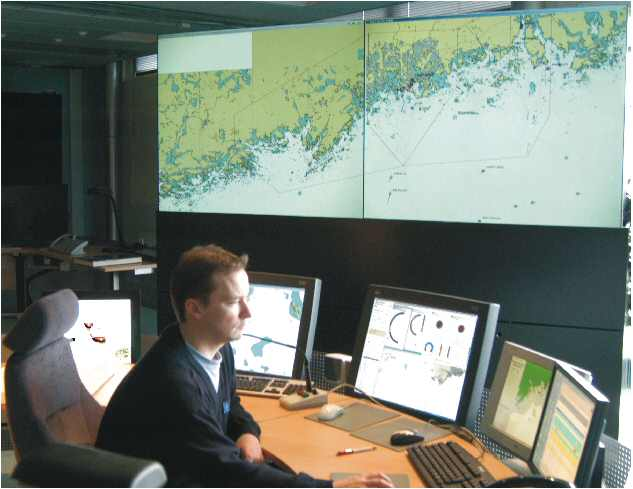
Finska vikens sjötrafikcentral i Helsingfors

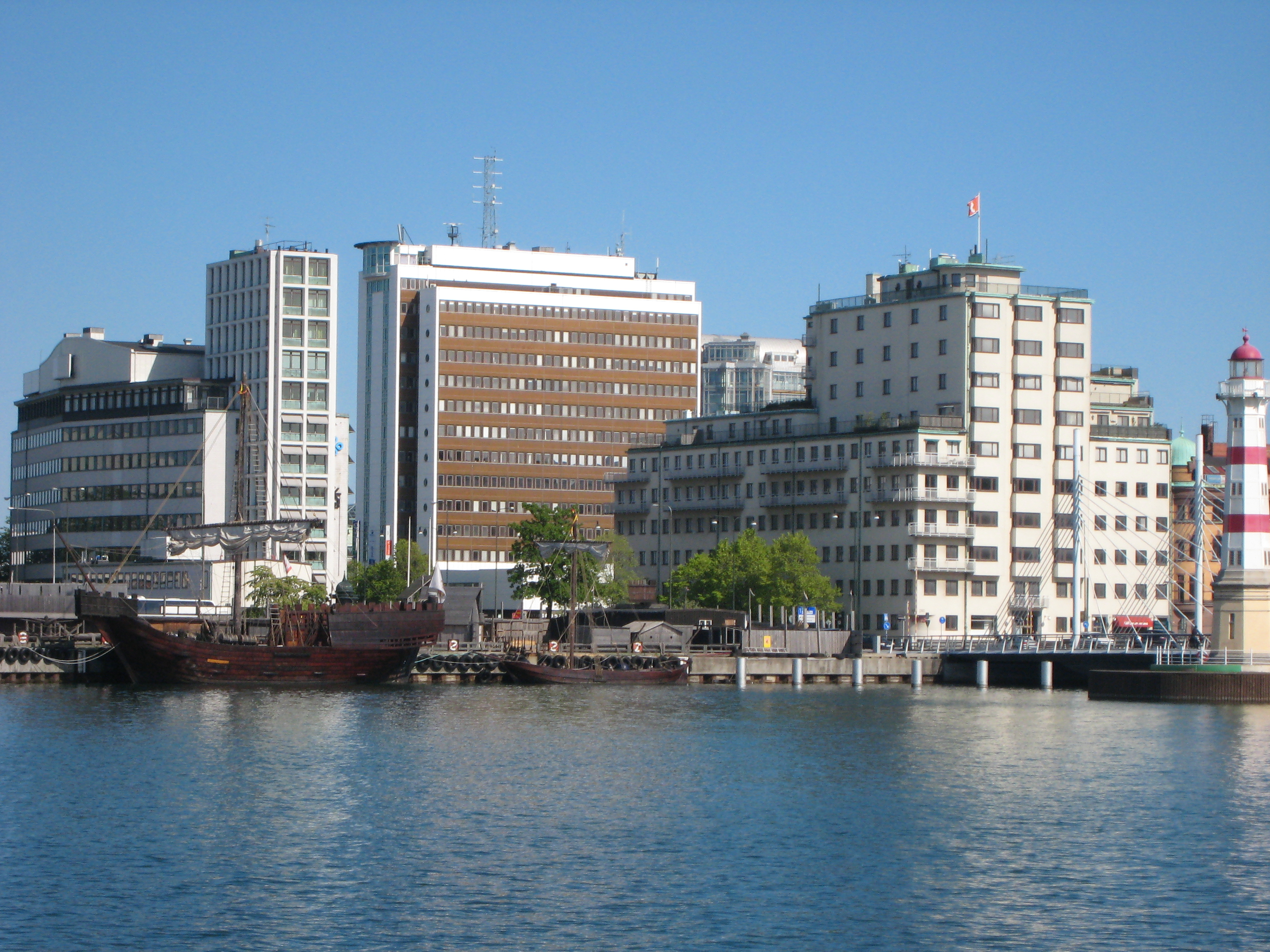
VTS för Öresund sköts av Sound VTS från Öresundshuset i Malmö

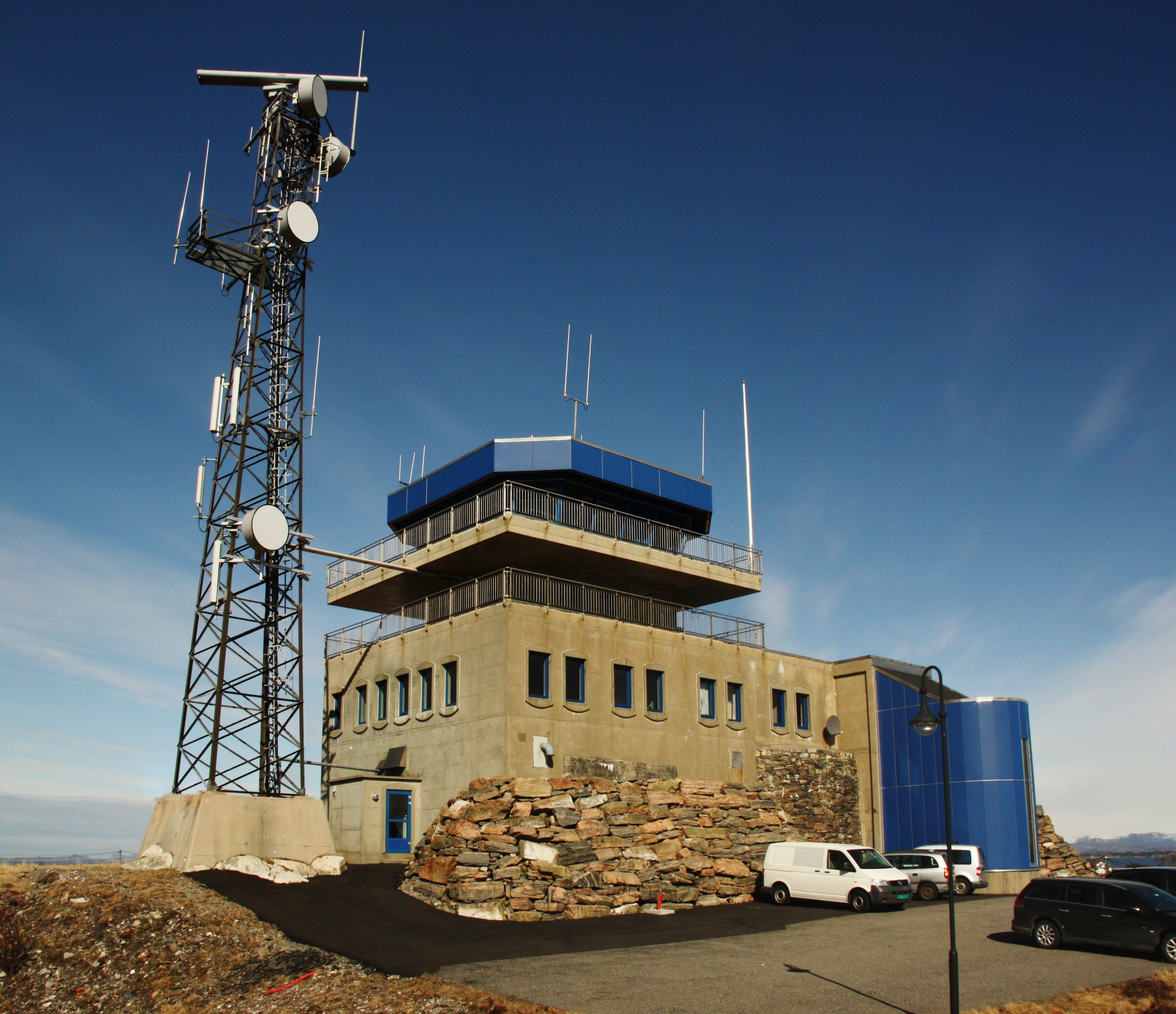
Fedje sjøtrafikksentral

Fartygstrafikservice, på engelska Vessel Traffic Services (VTS), är ett säkerhetssystem för sjöfarten som bygger på att fartyg i tättrafikerade leder anmäler sig och berättar om sina avsikter till en lokal myndighet, som rapporterar om förhållanden som kan vara viktiga för sjösäkerheten och för smidig trafik, bland annat om annan trafik, farledens skick och speciella omständigheter. Fartygsservicen har tre delområden: rapporter, navigationsassistans och fartygstrafikreglering. I ett VTS-område kan en eller flera av dessa serviceformer tillhandahållas.
I och med de tekniska landvinningarna under de senaste decennierna har systemet utvecklats till en funktion motsvarande flygledningen inom aviation, så att de lokala sjöfartsmyndigheterna från en övervakningscentral med hjälp av radar, fjärrstyrda videokameror och AIS kan följa varje enskilt fartyg på stora skärmar.

## Fartygstrafikservice i Öresund
Huvudartikel: VTS Öresund
VTS i Öresund sköts av Sound VTS med en central i Öresundshuset i Malmö, med både dansk och svensk personal. Området sträcker sig från en linje mellan Kullen och väster om Gilleleje i norr till en linje mellan Stevns i Køge bugt och väster om Trelleborg.

## Finland
I Finland finns tre sjötrafikcentraler, vilka drivs av Fintraffic Sjötrafiklädning Ab, som är ett dotterbolag till det statligt ägda Fintraffic Ab:
- Finska vikens sjötrafikcentral, som övervakar den finländska sektorn av  det internationella havsområdet i Finska viken, som ingår i Finska vikens rapporteringssystem GOFREP tillsammans med Ryssland och Estland. Trafikcentralen övervakar också Helsingfors VTS, Kotka VTS och Hangö VTS.
- Västra Finlands sjötrafikcentral, som övervakar sjötrafik Ålands hav samt Archipelago VTS, Bothnia VTS och West Coast VTS[2]
- Saimaa VTS, som ansvarar för nöd- och säkerhetsradiokommunikation i Saimenområdet

## Sverige
I svenska farvatten finns den gemensamma svensk-danska övervakningscentralen VTS Öresund (Sound VTS) för VTS-område Öresund i Malmö samt Sjöfartsverkets trafikcentraler i Göteborg och Södertälje. I fastställda VTS-områden föreligger rapporteringsskyldighet för fartyg meden bruttodräktighet om 300 ton eller mer eller med en längd av 45 meter eller mer.
Det finns nio övervakningsområden i svenska farvatten. Områdenas exakta gränsdragningar är fastställda i "Transportstyrelsens föreskrifter och allmänna råd om sjötrafiktjänst (VTS) och sjörapporteringssystem (SRS)" (TSFS 2009:56).
Under Trafikcentralen i Göteborg:
- VTS-område Lysekil
- VTS-område Marstrand
- VTS-område Göteborg

Under Trafikcentralen i Södertälje:
- VTS-område Bråviken (VTS-område Oxelösund)
- VTS-område Mälaren
- VTS-område Landsort
- VTS-område Stockholm
- VTS-område Öregrund
- VTS-område Luleå

Under Soundrep i Malmö:
- VTS-område Öresund (Sound VTS) i Malmö

## Danmark
I danska farvatten finns, förutom den gemensamma svensk-danska övervakningscentralen VTS Öresund (Sound VTS) för VTS-område Öresund i Malmö, en trafikcentral i Korsør för VTS-område Storebælt. VTS Storebælt inrättades 1993 inför anläggandet av Storebæltsbrön och drivs av Søværnet på dess flottbas i Korsør.

## Norge
I Norge finns sex sjötrafikcentraler, vilka sköts av Kystverket. De fyre centralerna i södra Norge övervakar trafik i respektive VTS-område i inre farvatten, medan VTS Vardø övervakar risktrafik längs hela den norska kusten, inklusive inom norsk ekonomisk zon, samt havsområdena utanför Svalbard.
- Melkøya VTS  i Finnmark, inrättad 2007, med övervakning också av farvattnet runt Svalbard
- Fedje VTS i Nordhordland, inrättad 1992 med huvuduppgift för oljeutskeppningen från Sture- och Mongstad-terminalerna
- Kvitsøy VYS i Rogaland, inrättad 2003, med ansvar från Bømlafjorden i norr till Jærens rev i söder
- Brevik VTS vid Brevikströmmen i Porsgrunn i Telemark, inrättad 1978 för inseglingen till industriområdet i Grenland
- Kinn VTS, inrättad 2021, med ansvar för området mellan Florø och Måløy[6]
- Horten VTS i Horten i Vestfold, inrättad 1999, med ansvar från Færder och in till Oslo hamn